# Christogram
Christogram nebo také chrismon (z lat. Christi monogramma – Kristův monogram) je vyjádření jména Ježíše Krista zkratkou, která často tvoří samostatný symbol. Zkratka může být tvořena dvěma nebo i více písmeny, často kaligraficky upravenými. Christogramy byly užívány už prvotními křesťany a tvoří velkou část křesťanské symboliky. Dnes je můžeme nalézt v křesťanských kostelech spíše jako dekorativní symboly.

## IHS

Znak jezuitů

IHS či JHS (iota-éta-sigma) je zkratka (v tomto případě první tři písmena) řecké podoby jména Ježíš – ΙΗΣΟΥΣ (IHSOYS). Později se v latině tato zkratka začala vykládat i jako první písmena latinské fráze „Iesus Hominum Salvator“ (Ježíš spasitel lidí). Existuje zde také spojení s příběhem o vidění císaře Konstantina Velikého před bitvou u Milvijského mostu (312), ve kterém spatřil na nebi znamení XP a nápis „In hoc signo vinces“ („V tomto znamení zvítězíš“). Ve středověku byl tento symbol spojen s eucharistií a slavením svátku Božího těla (ustanovení v roce 1264). Začíná se tedy objevovat na kruhové hostii, často doplněna křížem či třemi hřeby Kristova ukřižování. Symbol později převzalo jako svůj znak Tovaryšstvo Ježíšovo (jezuité). JHS se v lidové mluvě vykládá také jako „Ježíš hříšných spasitel“.

## ICXC

„ICXC NIKA“

ICXC je zkratka řecké podoby jména Ježíš Kristus – ΙΗΣΟΥΣ ΧΡΙΣΤΟΣ, přičemž řecké písmeno sigma (Σ) v rukopisné podobě někdy dostávalo tvar písmene C – tedy: „ΙΗϹΟΥϹ ΧΡΙϹΤΟϹ“. Používá se také ve frázi „ICXC NIKA“ (Ježíš Kristus, dobyvatel či vykupitel). V křesťanském umění bývá tato zkratka nejčastěji vyobrazena na tzv. Pantokratoru – ikonografickém zobrazení Ježíše Krista, coby vládce všeho (řecky Pantokrator), který má nad sebou zkratku IC XC. Zobrazení se používá zejm. ve východní pravoslavné církvi, ale také velmi často i v katolické cirkvi

## Monogram XP (Chí-ró)

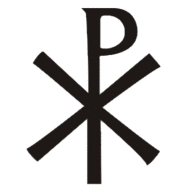
Monogram XP

Monogram XP (chí-ró) je jeden z nejznámějších christogramů. Podle historika Lactantia měl císař Konstantin Veliký v noci před bitvou u Milvijského mostu (312) sen, v němž viděl na nebi znamení XP a nápis „In hoc signo vinces“ (řecky „En toúto níka“ – „V tomto zvítěz“, či „V tomto znamení zvítězíš“). Ráno nařídil vojákům, aby si namalovali toto znamení na štíty a skutečně zvítězil. Později jej nechal připevnit i na vojenské standarty (Labarum). Samotný monogram XP je složen ze dvou řeckých písmen X (chí) a P (ró), tedy prvních dvou písmen řeckého překladu jména Kristus – Christos (ΧΡΙΣΤΟΣ). Tento symbol používali už první křesťané. Dnes slouží jako dekorativní symbol.

## Monogram IX
Monogram IX (iota-chí) je zkratkou řecké podoby jména Ježíš Kristus – ΙΗΣΟΥΣ ΧΡΙΣΤΟΣ. Patří ke starším podobám christogramů. Poprvé byl nalezen na křesťanských pohřebištích v Palestině.

## Monogram IH
Monogram IH (iota-éta) je zkratkou řecké podoby jména Ježíš – ΙΗΣΟΥΣ. Stejně jako christogram IX patří i tento mezi nejstarší podoby christogramů.

## Staurogram

Staurogram

Staurogram nebo také monogramatický kříž je monogramem svatého Kříže nebo kříže obecně (z řec. výrazu pro kříž – STAUROS). Symbol se skládá ze dvou řeckých písmen T (tau) a P (ró). Církevní učitel Efrém Syrský vyložil symbol takto: Τ odkazuje na kříž a Ρ odkazuje k řeckému slovu ΒΟΉΘΙΑ – pomoc, které má stejnou číselnou hodnotu, jako Ρ (ró), tedy 100. Z této skutečnosti se začala tvořit myšlenka, že kříž zachraňuje. Podle biblické prorocké knihy Ezechiel byli písmenem T (tau) označeni spravedliví, kteří přežijí zkázu Jeruzaléma (Ez 9, 4 (Kral, ČEP)). Staurogram se také vyskytoval v nejstarších ručně psaných manuskriptech Nového zákona, kde zastupoval řecký výraz pro kříž.